# Braco de Weimar
El braco de Weimar, también llamado Weimaraner (pronunciación en alemán: /'waɪmərɑ:nər/), es una raza de perro de caza originaria de Alemania, utilizada también como perro de compañía.
Su pelaje, corto y espeso, le protege muy bien de la humedad, lo que le permite ser un cazador eficaz en terrenos pantanosos. Son perros cariñosos, obedientes, fieles, sociables y fáciles de adiestrar.
Toma su nombre del Gran Duque Carlos Augusto de Sajonia-Weimar-Eisenach.

## Historia

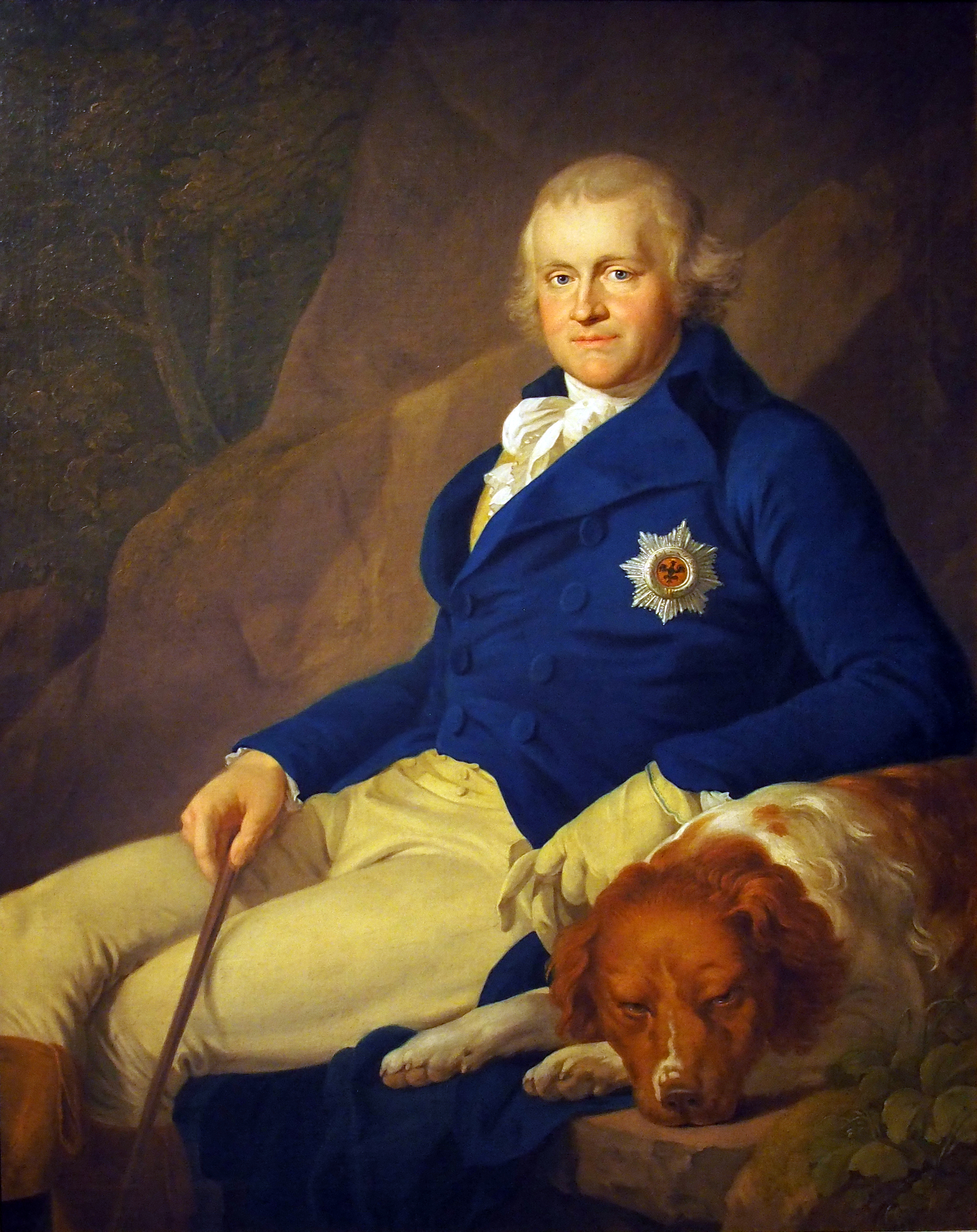
Gran Duque Carlos Augusto de Weimar.

La historia del Weimaraner comienza con el Gran Duque Carlos Augusto y los nobles de la corte de Weimar. El Gran Duque, conocido como el cazador entre los reyes y el rey entre los cazadores, seleccionó la raza gris plata para la caza en sus bosques. Según la tradición alemana, no sólo el tiempo ha anulado las trazas del origen de la raza, sino que tal vez fueron anuladas deliberadamente por los nobles de esa época, para que este magnífico ejemplar fuera exclusivo de la corte de Weimar.
La teoría acredita hoy que proviene de Francia e indirectamente del norte de África. Se piensa esto por el color del pelaje, similar al de la raza de Saint Louis.
El color gris es una característica hereditaria recesiva, por lo que se deduce que fue seleccionado para obtenerlo. La cabeza con el hueso occipital ligeramente pronunciado, al igual que el implante de las orejas, están presentes también en el perro gris de Saint Louis.
La cola no cortada tiene una curvatura particular que recuerda a la cola del Saluki.
El excepcional olfato puede ser considerado una característica heredada de los antiguos Leithund de Tracia, que nos retrotraen a un momento anterior de la creación de la República de Weimar.
En el siglo XIII, Luis IX de Francia, regresando de una cruzada al norte de África, llevaba consigo ejemplares del que después se lo llamó el perro gris de Saint Louis, muy utilizado en Francia para el rastreo y captura de piezas en los bosques. Esta raza no convivía con los otros perros, vivía con sus cuidadores, lo cual puede explicar la unión con el hombre y la necesidad de estar en familia de los Weimaraners actuales.
En el siglo XV, otros perros grises fueron llevados a Europa desde Asia.
Finalmente, el Gran Duque Carlos Augusto, un apasionado de todo perro de caza, selecciona la raza, busca y encuentra viejas líneas francesas, y siguiendo la tendencia de la época, un perro versátil y ágil, y las cruza probablemente con pointers españoles y algunas otras razas. De estas cruzas surge el Weimariano de pelo largo, que fue aceptado oficialmente por el club alemán en 1935. 
A fines del siglo XIX, el Weimaraner era el rey de los perros de caza, un perro tímido y un tanto temeroso, que debía ser tratado bien y con dulzura, hablándole en tono bajo.
En 1882 el Braco de Weimar era ya una raza bien conocida y afirmada gracias a su versatilidad, y era usado por los cazadores profesionales y guardias forestales.
El reconocimiento oficial de la raza no fue simple de obtener, pero finalmente se crea en 1897 el Club Alemán.
Después de la Segunda Guerra Mundial, la zona americana había prohibido la caza y la posesión de las armas de fuego, y es por eso que muchos Weimarianos  fueron exportados. 
En 1951 se retomó la selección basándose en un estándar y rendimiento en el campo.
Durante muchos años se hicieron suposiciones del origen de esta raza, evaluando que fue el resultado de cruzas con Kurzhaar, Bloodhound, Pointer y hasta una mutación genética del Kurzhaar. 
Hoy el origen es más claro gracias a los estudios de los apasionados de esta raza, a pinturas de la época y al estudio de la genética del color. 
La exportación después de la Segunda Guerra Mundial explica el boom de la raza en Estados Unidos. 
Hoy los conocemos como los fantasmas de plata o fantasmas grises gracias a los soldados americanos que los veían pasar moviéndose elegantemente por los campos alemanes.
El verdadero desarrollo de la raza fue en los años 50, cuando el Weimaraner fue considerado un perro de buen gusto, de alta clase, de inteligencia casi humana.[cita requerida] Algunos ejemplares acompañaron a Grace Kelly, Dwight D. Eisenhower, Brad Pitt, Roy Rogers e [[Iván Gallardo]].
Hoy se registran más de 500 cachorros por mes. 
En los Estados Unidos, la raza es revalorizada en todos los sentidos: rastreo, captura de presa, perro guía, narcotráfico, guarda, agilidad y compañero de vida.

## Características y estándar

### Aspecto general

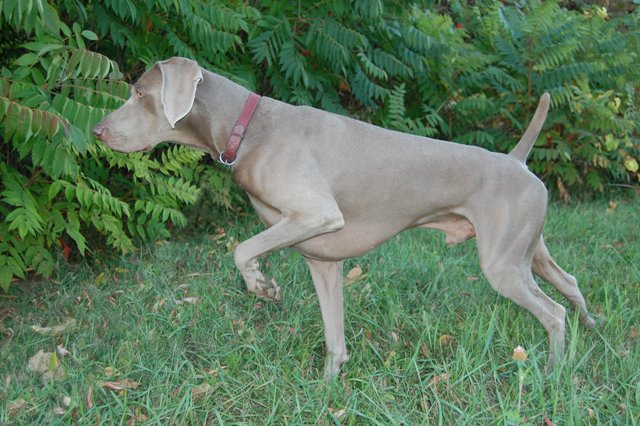
Weimaraner apuntando.

El Weimaraner es un perro de caza de tamaño mediano a grande. Los machos miden de 59 a 70 cm (tamaño ideal: 66 cm) y pesan de 30 a 40 kg; las hembras de 57 a 65 cm (tamaño ideal: 62 cm) y 25 a 35 kg. Perro robusto, armonioso, vigoroso, de musculatura potente. Necesitan actividad diaria, su nivel de energía es alto.

### Pelaje
- Pelo corto: corto y fino, corto y denso, muy corto (pero más largo y grueso que en las razas de perros que se le pueden comparar); pelo "de encima" liso y regular con un subpelo grueso; calza moderadamente desarrollada.
- Pelo duro: de longitud mediana, grueso, recto; pelo "de encima" liso y regular con un subpelo grueso; calza moderadamente desarrollada.
- Pelo largo: pelo "de encima" largo y suave con o sin pelo liso y ondulado; es largo y lacio en el arranque de la oreja; en las puntas de las orejas se admite el pelo lanoso; el pelo de los flancos tiene de 3 a 5 cm de largo; suele ser más largo en la base del cuello, la parte superior de la caja torácica y el vientre; calza desarrollada bastante menos larga hacia la parte inferior; cola con penacho crecido; "entregarras" peludo; pelaje de la cabeza menos largo (el crecimiento definitivo del pelaje se produce a menudo después de los dos años de edad).

Nota.- El cruce de tipos está estrictamente prohibido.

#### Colores
Diversas tonalidades de gris: gris plateado, gris ciervo o gris ratón, así como transiciones entre estas tonalidades. En general la cabeza y las orejas son de un color más claro. Se admiten marcas blancas sólo muy pequeñas en el pecho y en los dedos. En la mitad de la espalda presentan ocasionalmente una «línea de anguila» oscura más o menos marcada. Perros que manifiesten marcas rojo o amarillentas son una falta severa en competiciones.

### Cabeza

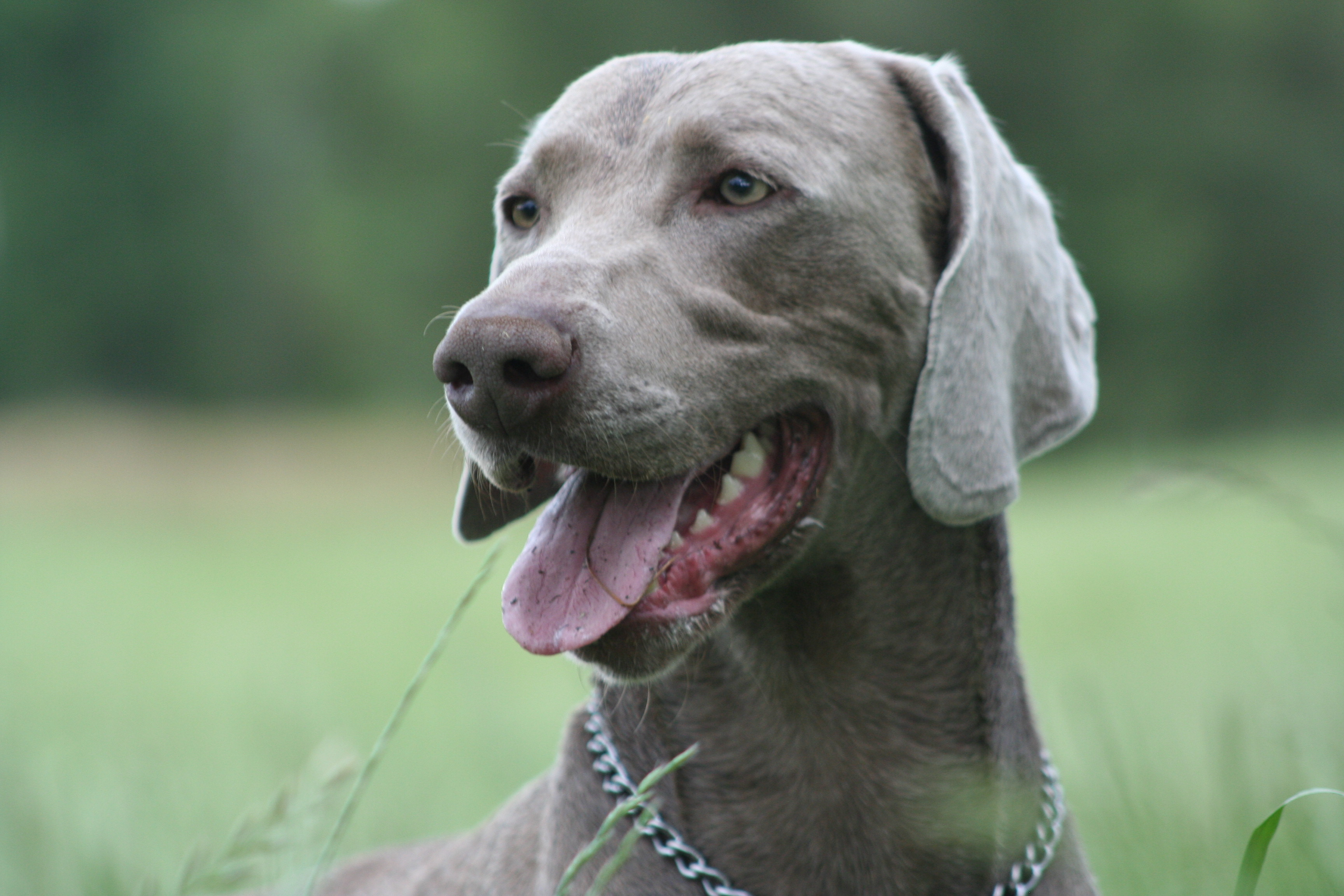
Braco de Weimar.

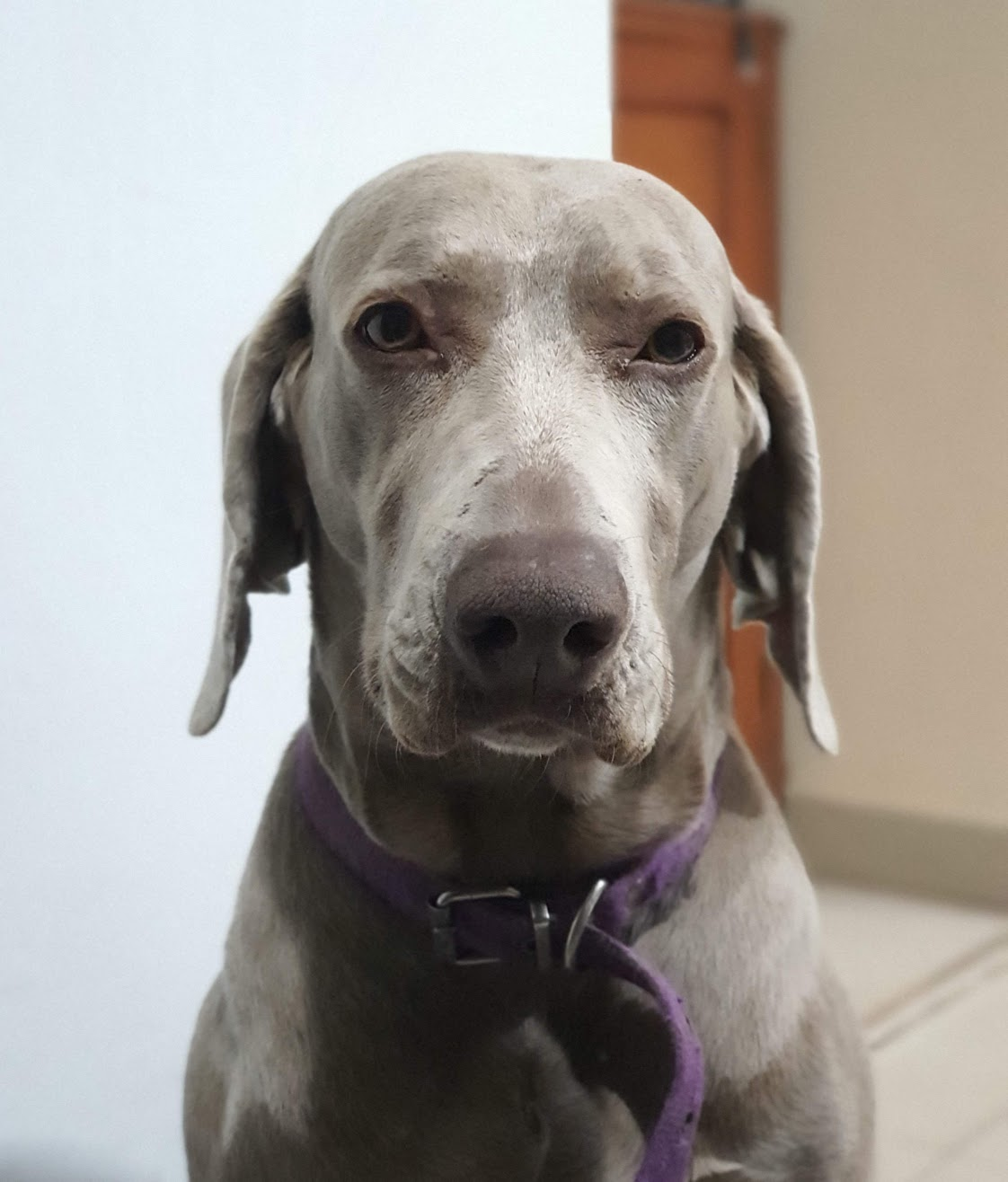
Una Weimaraner hembra

Moderadamente larga, proporcionada al cuerpo; más ancha en el macho que en la hembra, aunque el ancho de la parte superior de la cabeza sea proporcionada a la longitud total de la cabeza. La longitud desde la punta del hocico a la línea que une las comisuras internas de los ojos es un poco más larga que la de esta línea al occipucio.
Existe una cavidad en las sienes. Hueso occipital ligeramente aparente. La arcada cigomática es muy reconocible detrás de los ojos. El hocico es largo y potente, sobre todo en los machos. La región de la boca y de los caninos es casi tan potente. La caña nasal es recta, a menudo un poco abombada, nunca cóncava. La base de la frente (stop) es extremadamente corta. Los labios sobrepasan el maxilar inferior sin que nunca sean temblones y son de color encarnado como el paladar. Existen pequeñas arrugas en las comisuras de los labios. Las mejillas son musculosas y claramente pronunciadas. La cabeza es seca.
- Orejas: anchas y bastante largas, llegando a la comisura de los labios, redondeadas en las puntas; en la muestra se giran ligeramente hacia delante, curvadas; implantadas ligeramente por encima de la línea del ojo.
- Trufa: de color encarnado oscuro, que se transforma gradualmente en gris hacia atrás.
- Ojos y párpados: de expresión inteligente, curiosa, amistosa.

Color: azules cuando son cachorros, pero hacia los tres meses ya son de un tono turquesa-verdoso, para tornarse color ámbar.

### Cuello
De aspecto noble y majestuoso, musculoso, casi redondo, no demasiado corto, con arranques potentes que se refuerzan hacia el hombro y la caja torácica y cada vez más armoniosos en dirección a la cruz. Sin papada.

### Tronco
Bien proporcionado y musculoso. Longitud aproximada del tronco con relación a la altura a la cruz: 12/11.

### Pecho
Bien descendido ligeramente por encima de la punta del codo. Costilla ligeramente redondeada.

### Espalda
Sólida y musculosa sin hundimiento y no levantada por detrás. Si la espalda es un poco larga, se trata de una característica de la raza y no de un defecto.

### Cola
Debido al uso de estos perros como meros objetos de concurso, suele verse cortada en los Bracos de Weimar de pelo corto; se deja una longitud comprendida entre la mitad y dos tercios sin que en ningún caso se curve en el adulto. En los Bracos de pelo largo hay que suprimir dos o tres vértebras, o sea, una longitud de unos 2 cm. La cola está implantada más por debajo de la espina dorsal que en las demás razas comparables, y toma nacimiento en vertical. Ante la importancia que puede revestir la longitud de la cola para la calificación CAC, es de desear que se corte a una edad en que se pueda calcular el tamaño definitivo. Esta práctica cada vez es más rechazada por veterinarios del mundo, pues no tiene justificación médica es meramente estética, debido a los anacrónicos estándares de los concursos.

### Miembros delanteros y hombros
Buena angulación del hombro y del brazo. La distancia desde el codo a la muñeca es la misma que la distancia del codo a la cruz. Aplomos regulares tanto de frente como de perfil.

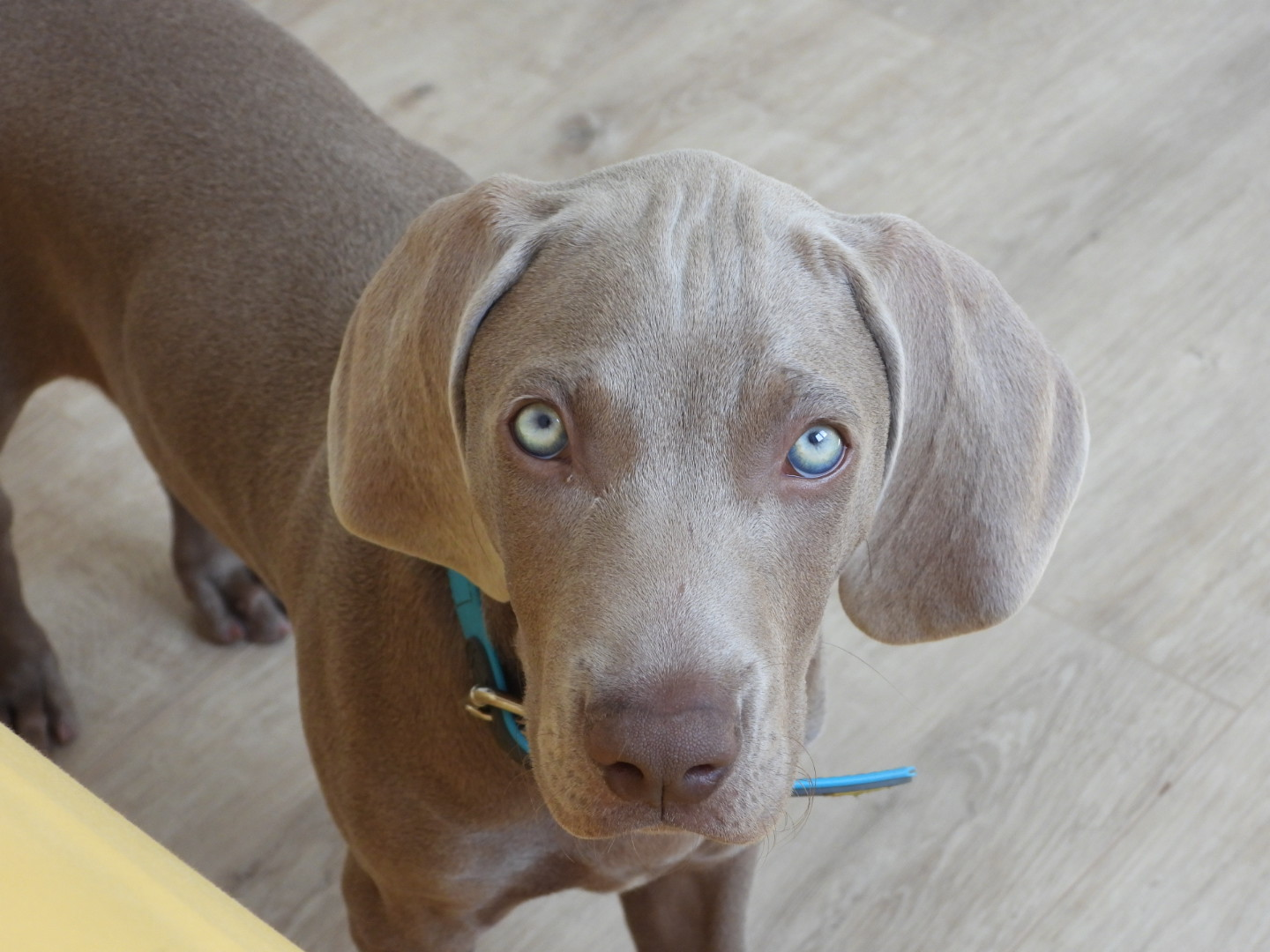

### Miembros traseros y pelvis
Pelvis larga y moderadamente inclinada. Miembros traseros largos desde la articulación de la cadera hasta la del corvejón. La cadera, la rodilla y el corvejón están bien marcados, aunque el último un poco menos que los precedentes. Las patas son nervudas, musculosas y desarrolladas. Excelentes aplomos.

### Andadura
En toda suerte de desplazamientos: paso franco y unido. Patas delanteras y traseras paralelas. Los saltos en el galope son largos y a ras del suelo. Al trote, la espalda se mantiene recta y no oscila. La ambladura no se busca.

## Temperamento

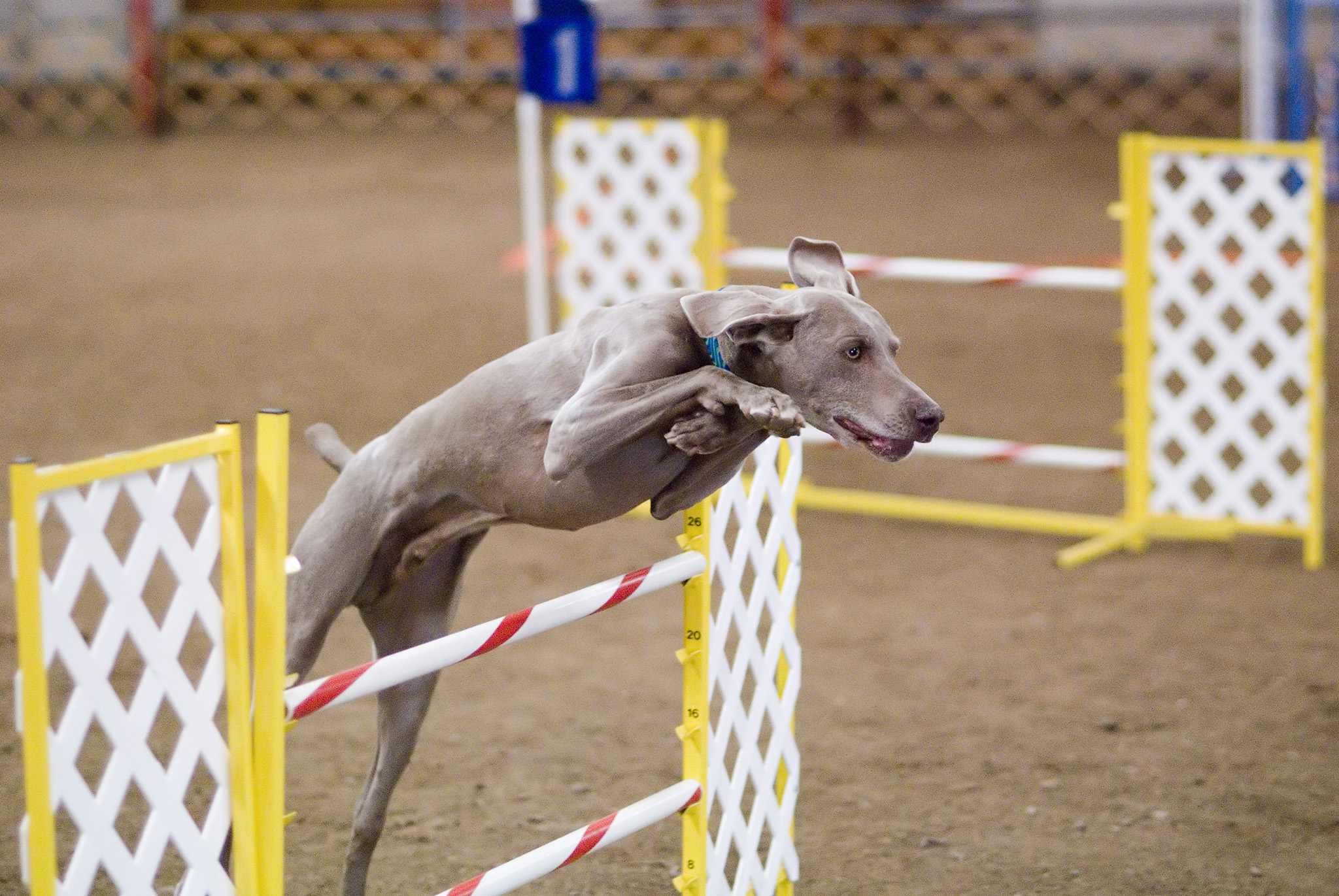
Weimaraner en competición de agility.

Este perro alemán destaca por su gran elegancia y polivalencia, ya que es apto en todo tipo de terrenos y para todos los tipos de caza. 
Es un perro de cacería versátil, manejable, enérgico y apasionado con una búsqueda sistemática y enfática aunque no es excesivamente temperamental.
Su sumisión y equilibrio hacen que tenga un fácil adiestramiento, además de resultar estupendo como perro de compañía. 
Se ha ganado también el aprecio de los monteros por valer para todas las estaciones y temperaturas. 
Es apto para batidas, para caza delante de sí, e incluso para rastro de sangre.
Sin embargo, no son perros necesariamente amistosos con los desconocidos, ladrarán para avisar de la presencia de extraños,y aunque no muestran agresividad,son altamente excitables y activos.
Los perros de esta raza se esfuerzan por mantener proximidad y contacto físico con los amos, lo que los vuelve excelentes perros de compañía. Por esta misma razón suelen sufrir ansiedad al ser dejados solos en la casa si no son acostumbrados a ello desde cachorros.

## Salud
El Braco de Weimar, al tener las orejas caídas, puede padecer infecciones de oído. Sin demasiada frecuencia, también puede verse afectado por la displasia de cadera, la torsión de estómago, el entropión, trastornos del tercer párpado y criptorquidismo.

## Cuidados específicos
El Braco de Weimar es un perro que exige pocos cuidados, pero al ser una raza muy activa, necesita hacer mucho ejercicio  Uc. Se recomienda dar largos paseos diarios y jugar con él en un jardín donde pueda correr.
De vez en cuando es conveniente cepillar al Weimaraner para eliminar el pelo muerto y mantenerlo brillante. También es importante revisar y limpiar las orejas para evitar infecciones.

## Curiosidades
El fotógrafo y artista plástico estadounidense William Wegman es conocido por crear composiciones con fotografías de Weimaraners con diferentes atuendos y poses.